# Aquitaine (frégate)
Pour les articles homonymes, voir Aquitaine.
L’Aquitaine (indicatif visuel D650) est la première frégate anti-sous-marine de la classe Aquitaine, anciennement programme FREMM, lancé par la France et l'Italie. Mise sur cale en 2007 aux chantiers DCNS de Lorient, à flot en 2010, elle a commencé ses essais en 2011. Réceptionnée par la marine nationale française en novembre 2012 elle a été admise au service actif le 2 décembre 2015. La frégate est parrainée par la ville de Bayonne depuis le 11 juillet 2015. Sa devise est "Lilia sola regunt undas", elle est inspirée de celle de Bordeaux : "Lilia sola regunt lunam, undas, castra, leonem" (les lys règnent seuls sur la lune, les ondes, la forteresse et le lion).

## Études
Le concept des frégates multimissions est né d’un besoin de rationaliser les coûts de production et d’exploitation de ces bâtiments de guerre, qui comptent parmi les plus importants de la marine nationale. Dès le départ la conception des FREMM a pris en compte des contraintes de la construction navale traditionnelle et du nombre d’hommes d’équipage, de manière à réduire structurellement tous les facteurs de coût.
Ainsi, le plan des frégates de la classe Aquitaine est conçu de telle façon à ce qu’il soit pratiquement identique à celui d’un bâtiment de commerce de taille équivalente, et l’équipage réduit au strict minimum, quitte à lui imposer des rotations en fonction des besoins tactiques et opérationnels. C’est l’exemple des chalutiers modernes de haute mer dont les équipages changent par rotation, qui a présidé à la conception de ce type de navires de guerre. Cent-huit marins suffisent ainsi à la conduite opérationnelle de la frégate Aquitaine, contre le double pour les frégates anti-sous-marines de la génération précédente (classe Georges Leygues). Cependant, après plusieurs années de navigation sous ce format, il est décidé de pourvoir l'Aquitaine d'un équipage B – incluant également un commandement en alternance – effectif à partir de septembre 2019 faisant de cette frégate la première à passer à un double équipage.
À l’intérieur des frégates FREMM, tous les locaux techniques et tactiques sont modulaires, de sorte que le concept de multimission s’applique de façon naturelle. Un haut niveau d’automatisation permet la mise en œuvre de tous les équipements à l’aide d’un équipage réduit au minimum.

## Construction
La construction de l’Aquitaine a commencé en décembre 2007 aux chantiers DCNS de Lorient. Après l'assemblage des 10 blocs constituant la coque et les 6 blocs des superstructures, le navire a été mis à l'eau le 29 avril 2010 puis officiellement lancé le 4 mai 2010 en présence du président Nicolas Sarkozy. Courant 2010, il a alors reçu sa cheminée et son mât. L'Aquitaine a effectué sa première sortie à la mer le 18 avril 2011.
Elle est livrée à la marine française le 23 novembre 2012 et le 26 novembre, elle débute sa mise en condition opérationnelle dirigée par la division entraînement de la force d’action navale. Son entrée en service actif est alors prévue pour 2013.
Longue de 142 mètres, l'Aquitaine déplace plus de 6 000 tonnes en charge. Ses missions comportent la lutte anti-sous-marine avec des sonars de coque et remorque (Captas 4), des torpilles MU90 et un hélicoptère Caïman Marine (NH90) ; la lutte antinavire avec des missiles Exocet MM40 Block3 et un hélicoptère, qui sera doté d’ici la fin de la décennie du nouveau missile antinavire léger (ANL) ; la défense aérienne avec des 16 missiles Aster 15 et attaques de cibles terrestres en profondeur (1 000 km) grâce aux nouveaux missiles de croisière navals (MdCN). Le reste de l’armement est constitué d'une tourelle de calibre 76 mm et d’artillerie légère, la dotation en équipements électroniques comprenant un radar multifonction Herakles, deux brouilleurs, deux lance-leurres NGDS et deux lance-leurres anti-torpilles.
La frégate est parrainée par la ville Bayonne et plusieurs coursives portent les noms de rues de la ville (Quai Amiral-Jaureguiberry, Rue Port-Decastets, Rue du Port-Neuf).

## Caractéristiques
- Longueur : 142 m ;
- bau (Largeur) : 19,5 m ;
- tirant d'eau : 4,2 m ;
- tirant d'air : 41 m ;
- déplacement : 4 800 t lège, soit 5 800 t en pleine charge ;
- équipage de 109 hommes plus 16 pour l'hélicoptère NH90 Caïman et 15 pour le groupe de fusiliers marins[13] logés dans des cabines T1 (une personne pour les officiers), T2 (deux personnes pour les officiers mariniers supérieurs) T4 (quatre personnes pour les officiers mariniers et matelots), avec sanitaires individuels[14] ;
- un sonar de coque  UMS-4110 qui émet des ondes à basse fréquence indispensable en zones littorales à faible fond ;
- une suite sonar Captas 4, constituée d'un sonar remorqué à immersion variable (VDS) de type UMS-4249, une antenne linéaire et un corps remorqué, appelé « poisson » qui intègre un sonar constitué de quatre anneaux de céramique. Le système génère des ondes ATBF et peut plonger à 300 mètres pour permettre de couvrir un très grand volume d’eau sur une portée extrêmement importante pouvant atteindre 150 km quand les conditions sont idéales selon la déclaration de l’amiral Morio de l’Isle (ALFOST), lors d’une audition en juin 2019 devant la commission de la Défense de l’assemblée nationale. La puissance du CAPTAS 4 permet d'envoyer l'hélicoptère Caïman marine dans une zone alors que la frégate travaille de manière indépendante dans une autre zone ce qui n'était pas possible avec l'ancien couple frégate de la classe Georges Leygues et de hélicoptères Lynx qui devaient travailler sur une même zone ;
- un radar Herakles de Thales antenne à balayage électronique deux axes fonctionnant en bande S, dont la portée est d’environ 250 kilomètres contre les avions et qui assure la détection, l’acquisition et la poursuite de tout type de cible, y compris les missiles furtifs très manœuvrants et les missiles antiradiations (ARM), même dans des conditions sévères de contremesures et de brouillage ;
- un système de surveillance panoramique électro-optique Artemis, développé par Thales situé dans le mât principal de la frégate et fournit des images stables sur 360 degrés en haute résolution quelles que soient les conditions de mer. Il est doté de trois senseurs et de caméras infrarouges à ondes moyennes, l’Artemis est capable de détecter et de poursuivre la signature IR d’un navire de surface ou d’un aéronef à basse altitude, contribuant ainsi à l’autoprotection de la frégate, notamment contre les menaces asymétriques ;
- un système d’interception de communications (COMINT/C-ESM) ;
- un système de détection radar (R-ESM) passif qui repère, caractérise et identifie les émissions radar provenant d’aéronefs, de bâtiments de surface, de stations terrestres ou encore d’autodirecteurs de missiles ;
- deux brouilleurs R-ECM (Radar Electronic Counter Measure) de Sigen pour neutraliser les autodirecteurs des missiles assaillants, effectuer du brouillage de zone pour neutraliser les systèmes côtiers de surveillance ;
- deux lance-leurres NGDS de Sagem équipés de la dernière génération de leurres développée par Etienne Lacroix, dont la gamme SEACLAD, intégrant des leurres électromagnétiques structuraux ainsi que des leurres infrarouges morphologiques et spectraux adaptés aux autodirecteurs des missiles les plus récents ;
- un système anti-torpille Contralto et deux lance-leurres Canto-V de Naval Group de douze tubes chacun, conçus pour répondre à la menace des torpilles de nouvelle génération ;
- le système de communication satellitaire Syracuse III ;
- autonomie de 45 jours et 6000 milles à 15 nœuds ;
- propulsion mixte CODLOG (Combined diesel-electric and gas en anglais) avec 1 turbine à gaz de 32 MW (GE/Avio LM 2500 et 2 moteurs électriques de 2,2 MW chacun fourni par Jeumont ;
- générateur électrique de 4 × 2,1 MW MTU de la série 4000 couplés à un alternateur, répartis en paires dans deux compartiments séparés, afin que la moitié de la puissance reste disponible en cas d’accident ou d’avarie dans l’un des compartiments.Les générateurs alimentent les deux moteurs électriques. Avec deux générateurs seulement, la frégate peut encore naviguer à plus de 12 nœuds ;
- un propulseur de secours, azimutal et rétractable, de 1,8 MW fourni par Brunvoll, qui sert pour les manœuvres portuaires et peut, en cas d’indisponibilité de la propulsion principale, faire naviguer le bâtiment à 6 nœuds même si la mer est mauvaise ;
- un pont et un hangar long de 18 mètres, large de 12.5 mètres pour un hélicoptère NH90 Caïman marine et un drone aérien.

La propulsion électrique, très discrète et très économique en carburant (500 litres par heure à 10 nœuds), est utilisée jusqu'à 16 nœuds pour la chasse au sous-marin, la turbine à gaz est mise en action au-delà, jusqu'à la vitesse maximale du navire qui est de 27,5 nœuds avec une bonne réserve de puissance non exploitée et consommation de l’ordre de 7 000 litres de gas-oil par heure.

### Armement

#### Armement mer-sol
Il est composé de seize missiles de croisière navals (MdCN) en silos dans le système de lancement vertical embarqué (acronyme Sylver A-70 en anglais). Cette arme, d'une portée de 1 000 km avec une précision de l'ordre du mètre et dotée d'une charge explosive de 500 kg optimisée contre les cibles durcies et très protégées, donne à la marine nationale une nouvelle dimension stratégique, lui permettant de détruire des cibles de grande valeur (postes de commandement, infrastructures de communication ou d'énergie, etc.) à grande distance, à partir d'une plate-forme rapide, réduite et discrète. Il a été commandé à 200 exemplaires par la DGA à MBDA, 50 en 2006 et 150 en 2009. Ils sont destinés aux 6 FREMM ASM, dont la frégate Languedoc est le premier bâtiment français à mettre en œuvre le MdcN, et aux nouveaux sous-marins nucléaires d'attaque (SNA) de la classe Suffren en cours de construction.
En outre, les missiles Exocet MM40 Exocet block 3/3c  qui équipent toutes les FREMM sont dotés d'une capacité nouvelle de frappe à terre à 180 km (block 3) et 200 km (block 3c) sur des cibles en zone littorale avec guidage GPS.

#### Armement mer-air
Les  quatre premières FREMM ASM sont équipées de 16 missiles Aster 15 en silos dans le système de lancement vertical embarqué, (acronyme SYLVER A-43 en anglais), pour les luttes anti-
missile supersonique ou anti-aéronef. La cinquième FREMM ASM Normandie et la sixième Bretagne sont armées de 16 missiles Aster 15 ou  Aster 30 en silos (SYLVER A-50 en anglais).
Les FREMM DA seront en plus équipées de 16 missiles Aster 30 en silos (SYLVER A-50) à la place des MdCN et d'un radar plus puissant en mode aérien. Une option consiste à installer trois silos SYLVER A-35 a bâbord du hangar à hélicoptères, ajoutant ainsi 24 Mica VL (option proposée à la Grèce). Deux postes optiques de désignation d'urgence à vue SOFRESUD Quick Pointing Device (« QPD ») permettent la protection du navire en dernier recours.

#### Artillerie
Les FREMM françaises sont équipées d'une tourelle armée d'un canon de calibre 76 mm OTO-Melara compact SR dont la cadence de tir est de 120 coups/min, avec conduite de tir optronique NA-25 XP. Ceci complète l'armement antiaérien (possibilité d'effectuer des tirs sur cibles navales et terrestres). Les deux mitrailleuses de calibre 12,7 mm seront ultérieurement remplacées par des canons de 20 mm téléopérés Narwhal, produits par Nexter.

#### Lutte anti-sous-marine
Pour la détection par grand fond, les FREMM disposent d'un sonar CAPTAS 4 (version 4249 à 4 anneaux), installé sous la plateforme hélicoptère, remorqué et à immersion variable jusqu'à 300 m de profondeur (en anglais : « Variable Depth Sonar », ou VDS). Une technologie pour laquelle les compétences des industriels français sont mondialement reconnues. En 2016, CAPTAS est le seul sonar actif basse fréquence à immersion variable aujourd’hui en service auprès des forces navales de l’OTAN et des grandes marines dans le monde,. L'avantage du sonar Captas 4 est que l'on peut faire varier son immersion en fonction de la bathythermie (salinité, température et pression de l'eau), qui influe beaucoup sur la propagation des ondes sonores, et éviter ainsi qu'elles ne se réfléchissent sur les séparations entre les différentes couches thermiques de l'eau. Ce sonar permet de surveiller un volume d'eau bien plus important par rapport au sonar de coque UMS 4110 CL, qui reste toutefois indispensable en zone littorale, peu profonde, là où le CAPTAS 4 ne peut être utilisé.
Le sonar CAPTAS 4 émet des ondes actives à très basse fréquence sur de longues portées. Ses quatre anneaux en céramique sont intégrés à un corps remorqué et une antenne linéaire déployée indépendamment permet l'écoute. Le CAPTAS 4 permet de déterminer instantanément d'où proviennent les bruits, même lorsque le nombre de signaux est très important. La portée de détection du CAPTAS 4 dépasse les 100 km ce qui constitue une valeur record. La présence des 4 anneaux permet une puissance accrue en comparaison des versions CAPTAS 2 et 1. Les triplets d'hydrophones présents dans l'antenne linéaire remorquée (ALR) permettent de lever immédiatement l’ambiguïté droite-gauche, ce qui représente un atout majeur dans la détection de torpilles. Le Captas 4 qui pèse 36 tonnes s’appuie sur un système de treuil conçu pour supporter des contraintes extrêmement fortes. Ceci permet à la frégate de virer sonar trempé à une vitesse confidentielle très élevée, et autorise des manœuvres évasives face à une torpille adverse.
Il ne faut que 4 personnes pour exploiter le CAPTAS-4 et une seule personne pour le mettre à l’eau en 15 minutes, contre 15 personnes, 6 personnes et 1h15 sur les frégates  ASM  Georges Leygues).
Ce système est combiné avec le sonar trempé FLASH, les bouées acoustiques et les torpilles MU90 de l'hélicoptère embarqué Caïman Marine (NH90) de lutte ASM. Cela permet d'augmenter de manière importante la zone de surveillance par rapport aux frégates ASM de la génération précédente, qui étaient équipées d'hélicoptères Lynx, et cela vis-à-vis des sous-marins silencieux, en particulier dans le cadre de la protection d'un groupe aéronaval, ou de pistage à longue distance, enfin de surveillance d'une zone d'intérêt stratégique.
Les frégates seront équipées de quatre tubes lance-torpilles pour MU90 Impact, avec 19 munitions en soute.
La FREMM peut selon les circonstances effectuer des émissions de veille intermittentes, plus ou moins puissantes et espacées, afin de rester discrète. Ou au contraire fait émettre « plein pot » et en continu ses sonars. Une tactique employée en situation de défense afin de « blanchir » une zone et dissuader un sous-marin de s’en approcher. La frégate peut aussi réaliser des émissions de brouillage, « pour saturer les sonars du sous-marin et essayer de lui imposer un comportement, et diminuer ses capacités de détection pour l’amener dans une zone favorable à nos senseurs ». L'officier de lutte anti-sous-marine peut aussi mettre en place des « piquets » passifs ou actifs via certains bâtiments de la force et les aéronefs disponibles. Un barrage de bouées déployé par un Atlantique 2, conjugué aux émissions actives de plusieurs navires, peut par exemple servir à rabattre le sous-marin dans un secteur souhaité, où il sera plus facile à trouver. Et où, éventuellement, une frégate se tient silencieuse, prête à le surprendre.
Le commandant Bossu de la frégate Auvergne déclare « Contre une FREMM, un sous-marin performant a encore ses chances, même si elles se sont sensiblement réduites par rapport à des frégates d’ancienne génération dépourvues d’un VDS comme le Captas 4. Mais contre deux bâtiments de ce type avec leurs NH90, les chances se réduisent considérablement et, si on y ajoute des avions de patrouille maritime, la mission du sous-marin deviendrait quasiment impossible. ». Le capitaine de vaisseau Jean-Pierre Helluy, officier programme FREMM à l’état-major de la Marine déclare « L’arrivée des FREMM représente un saut qualitatif majeur et unique au monde pour la lutte anti-sous-marine. Nous avons déjà mesuré ce saut technologique et nous continuons d’en mesurer les effets avec maintenant une génération de marins formée sur ces bâtiments. Les retours opérationnels sont impressionnants, nous sommes réellement au premier rang mondial dans le domaine de la lutte sous la mer et, avec le couple FREMM/NH90, nous sommes même devant les autres ».

#### Armement mer-mer
L'armement anti-navire principal de ces bâtiments sera composé 8 missiles MM40 Exocet block 3/3c. Il s'agit d'un missile anti-navire à longue portée (> 180 pour le block3 et > 200 km pour les block3c) de 740 kg. Il est propulsé par un turboréacteur Microturbo TRI 40 et possède une conduite de tir ITL B3. Doté d'un récepteur GPS, ce missile sera apte à frapper des navires de surface, mais également à effectuer des frappes dites « littorales », c'est-à-dire qu'il pourra détruire des navires ennemis à quai, mais également détruire des installations terrestres côtières ou portuaires. Les FREMM italiennes utiliseront le 4 missiles Teseo Otomat Mk2 pour la lutte antisurface, les 4 autres emplacements étant réservés à la version anti-sous-marine Milas.
L'hélicoptère embarqué Caïman Marine (NH90) permettra également de conduire le tir des missiles Exocet très au-delà de l'horizon, jusqu'à une distance de 180 km.

#### Réserve
Une réserve d'espace devant la passerelle permet l'installation future de deux Sylvers supplémentaires, portant à 48 le nombre de silos A-70, A-50 ou A-43 disponibles à l'avant.[réf. nécessaire]

### Capacités aéronautiques
Le pont d'envol mesure 26,5 m sur 18,5 m, et le hangar 18 × 12,5 m. Les frégates embarqueront un hélicoptère Caïman Marine (NH90) et un drone aérien. Elles ont cependant la capacité d'accueillir d'autres hélicoptères de l'OTAN, de type Merlin, Cougar, Panther ou Caracal, ainsi que divers drones aériens.

### Aide à la navigation
La frégate Aquitaine est équipée de deux centrales de navigation inertielles SIGMA 40.

### Arrêts techniques
Un grand carénage de six mois est prévu tous les 10 ans et des périodes d’entretien courant pouvant être limitées à 2 mois tous les 3 ans.
D’octobre 2014 à février 2015, la frégate multimissions Aquitaine subit une série de remises à niveau concernant :
- Le nettoyage de la coque de la frégate ;
- La visite des 7 500 heures du diesel alternateur ;
- Le contrôle de ses installations électriques ;
- Remise à niveau logicielle du système d’armes ;
- Une modification des installations aviation ;
- Une réactualisation de son système de combat.

### Navires jumeaux
- Auvergne
- Provence
- Languedoc
- Bretagne
- Normandie
- Alsace
- Lorraine

### Liste des commandants de la frégate Aquitaine
- Capitaine de vaisseau Benoit Rouvière, premier commandant de la frégate Aquitaine (29/03/2011-19/07/2013)[28]
- Capitaine de vaisseau François Drouet (19/07/2013-07/07/2015)[29]
- Capitaine de frégate  Emmanuel Sagorin (07/07/2015-25/08/2017)[30]
- Capitaine de vaisseau Jean-Marc Bordier (25/08/2017-25/08/2019)[31]
- Capitaine de vaisseau Louis-Xavier Renaud pour l’équipage A et Capitaine de frégate Pierre Lachard pour l'équipage B (25/08/2019-)[32],[33]

## Carrière opérationnelle

### Guerre civile syrienne
La frégate Aquitaine termine son premier déploiement opérationnel le 25 mars 2016. Le bâtiment était engagé dans l'opération Arromanches 2 dans le golfe Persique au sein de la Task Force 473. Durant cette mission la frégate était chargée de la protection du porte-avions Charles de Gaulle qui avec son groupe aérien embarqué mène une opération de bombardement contre l'État islamique dans le cadre de l'opération Chammal.
En avril 2018, postée en Méditerranée orientale, la frégate est la cible d'une manœuvre d'intimidation de la part d'un bombardier russe Su-24 armé. Ce dernier la survole à distance réduite. C'est un avertissement destiné aux autorités françaises, qui s'interrogent encore sur l'opportunité de frappes contre le régime syrien après l'attaque chimique de Douma attribuée à ce dernier.
Le 14 avril 2018, la frégate participe à l'opération Hamilton, composante française des bombardements de Barzé et de Him Shinshar avec les États-Unis et le Royaume-Uni. N'ayant pu tirer ses missiles MdCN dans le temps imparti, pas plus que sa doublure l'Auvergne, c'est finalement la frégate Languedoc qui effectue son baptême du feu.

### Autres évènements notables
Le 10 mars 2019, l’Aquitaine participe aux opérations de sauvetage du cargo italien Grande America avant son naufrage dans le golfe de Gascogne par 4600 mètres de profondeur.
Le 18 avril 2024, lors d'un exercice conduit avec un Sous-marin Nucléaire d'Attaque de classe Suffren, l'Aquitaine participe au premier double tir simultané de Missile de Croisière Naval, contre une cible située sur le site d'essais de missiles des Landes de la Direction Générale de l'Armement. La frégate croisait au large de Quimper tandis que le sous-marin patrouillait à la hauteur de Biscarrosse. L'opération est un succès, les missiles ont atteint leur cible de manière synchronisée,.